# Tensor metryczny
Tensor metryczny – tensor drugiego rzędu (o dwóch indeksach), symetryczny, charakterystyczny dla danego układu współrzędnych. Jest podstawowym pojęciem geometrii różniczkowej, znajduje zastosowanie np. w elektrodynamice, w ogólnej teorii względności i innych teoriach, korzystających z geometrii różniczkowej.
Tensor metryczny można zdefiniować na dwa sposoby:
- za pomocą iloczynu skalarnego,
- za pomocą elementu liniowego.

W artykule opisano oba sposoby.

## Wektory bazowe
Niech {\displaystyle x^{i},i=1,2,\dots ,n} oznaczają współrzędne (na ogół krzywoliniowe), zdefiniowane na rozmaitości {\displaystyle M,} przy czym {\displaystyle n} jest wymiarem rozmaitości. Wektory styczne do linii współrzędnych oblicza się ze wzoru
{\displaystyle e_{i}={\frac {\partial {\boldsymbol {x}}}{\partial x^{i}}},\quad i=1,2,\dots ,n,}
gdzie {\displaystyle {\boldsymbol {x}}=(x^{1},\dots ,x^{n})} jest wektorem wodzącym punktu na rozmaitości. Wektory te definiują lokalną bazę, określoną dla przestrzeni stycznej {\displaystyle TM_{x}} w punkcie {\displaystyle x} rozmaitości {\displaystyle M.} (Odtąd będziemy skrótowo mówić „punkt {\displaystyle x}” zamiast „punkt o wektorze wodzącym {\displaystyle x}”. Zauważmy jednak, że wektor wodzący zależy od przyjętego początku układu współrzędnych, punkt zaś jest niezależnym od tego wyboru elementem rozmaitości.) Dla każdego punktu rozmaitości da się określić lokalną, unikalną bazę.

## Tensor metryczny
Niech dana będzie n-wymiarowa rozmaitość różniczkowa {\displaystyle M} ze zdefiniowanym w niej iloczynem skalarnym. Iloczyn skalarny jest symetrycznym, dodatnio określonym funkcjonałem dwuliniowym {\displaystyle \varphi \colon M\times M\to K,} gdzie {\displaystyle K=R} lub {\displaystyle K=C} (ciało liczb rzeczywistych lub zespolonych).
Tensor metryczny rozmaitości definiuje się poprzez iloczyny skalarne wektorów bazy układu współrzędnych (w ogólności współrzędnych krzywoliniowych), tj.:
{\displaystyle g_{ij}=e_{i}e_{j},\quad i,j=1,2,\dots ,n.}
Tensor ten ma więc {\displaystyle n\times n} elementów. Jest to postać kowariantna (o dolnych indeksach) tensora.
Postać kontrawariantną (o górnych indeksach) otrzymuje się jako macierz odwrotną z macierzy {\displaystyle (g_{ij}),} czyli:
{\displaystyle (g^{ij})=(g_{ij})^{-1}.}
Współrzędne {\displaystyle g_{ij}} tensora metrycznego są więc równe iloczynom skalarnym wektorów bazowych {\displaystyle e_{i},e_{j}} lokalnego układu współrzędnych.

## Obniżanie/podnoszenie wskaźników
Aby obniżyć wskaźniki dowolnego wektora trzeba pomnożyć go przez tensor metryczny {\displaystyle g_{ij}}
{\displaystyle A_{i}=g_{ij}A^{j}}
– przy czym sumuje się po powtarzającym się indeksie {\displaystyle j=1,\dots ,n.}
Aby podwyższyć wskaźniki, trzeba wykorzystać tensor {\displaystyle g^{ij}{:}}
{\displaystyle A^{i}=g^{ij}A_{j}.}

## Iloczyn skalarny dowolnych wektorów
Iloczyn skalarny dowolnych dwóch wektorów wyraża się przez tensor metryczny i współrzędne wektorów w jeden z trzech równoważnych sposobów:
- {\displaystyle A\cdot B=g_{ij}A^{i}B^{j},}
- {\displaystyle A\cdot B=A^{i}B_{i},}
- {\displaystyle A\cdot B=A_{i}B^{i},}

gdzie:
{\displaystyle g_{ij}} – tensor metryczny,
{\displaystyle A^{i},B^{i}} – współrzędne kontrawariantne (o górnych indeksach) wektorów {\displaystyle A,B,}
{\displaystyle A_{i},B_{i}} – współrzędne kowariantne (o dolnych indeksach) wektorów {\displaystyle A,B.}
Dla przestrzeni euklidesowej mamy: {\displaystyle g_{ii}=1,} {\displaystyle g_{ij}=0.} Wtedy współrzędne kowariantne równe są kontrawariantnym oraz
{\displaystyle A\cdot B=A^{i}B^{i}=A^{i}B_{i}=A_{i}B^{i}.}
Dowód:
- {\displaystyle e_{i}e_{j}=g_{ij}} – wartość iloczynu skalarnego wektorów bazy {\displaystyle e_{i},e_{j},}
- {\displaystyle A=\sum _{i=1}^{n}A^{i}e_{i},} {\displaystyle B=\sum _{j=1}^{n}B^{j}e_{j}} – zapis wektorów {\displaystyle A,B} w bazie {\displaystyle \{e_{i}\}.}

Stąd otrzymamy:
{\displaystyle A\cdot B=\left(\sum _{i=1}^{n}A^{i}e_{i}\right)\left(\sum _{j=1}^{n}B^{j}e_{j}\right)=\sum _{i=1}^{n}\sum _{j=1}^{n}\ e_{i}e_{j}A^{i}B^{j}=\sum _{i=1}^{n}\sum _{j=1}^{n}g_{ij}A^{i}B^{j}.}
Stosując konwencję sumacyjną oraz zasady podwyższania/obniżania wskaźników, otrzymamy:
{\displaystyle A\cdot B=g_{ij}A^{i}B^{j}=A_{j}B^{j}=A^{i}B_{i},} c.n.d.

## Definicja tensora metrycznego przez element liniowy
(1) Niech będą dane dwa układy współrzędnych w n-wymiarowej rozmaitości różniczkowej:
- kartezjański {\displaystyle \{x^{i}\}_{i=1}^{n},}
- krzywoliniowy {\displaystyle \{q^{i}\}_{i=1}^{n}.}

(2) Definiujmy element liniowy jako 
{\displaystyle ds^{2}=(dx^{1})^{2}+\ldots +(dx^{n})^{2}=\sum _{i=1}^{n}(dx^{i})^{2}.}
(3) Można przejść od układu współrzędnych kartezjańskich do układu współrzędnych krzywoliniowych za pomocą transformacji:
{\displaystyle x^{i}=x^{i}(q^{1},\dots ,q^{n}),\ i=1,2,\dots ,n,}
gdzie {\displaystyle x^{i}(q^{1},\dots ,q^{n})} – funkcje wyrażające współrzędne kartezjańskie przez krzywoliniowe.
(4) Jeżeli każda funkcja {\displaystyle x^{i}(q^{1},\dots ,q^{n})} ma ciągłe pochodne względem wszystkich swoich argumentów, to ze wzoru na różniczkę zupełną otrzymamy
{\displaystyle dx^{i}=\sum _{j=1}^{n}{\frac {\partial x^{i}}{\partial q^{j}}}dq^{j}.}
(5) Wstawiając te różniczki do wzoru na element liniowy otrzymamy
{\displaystyle ds^{2}=\sum _{i=1}^{n}(dx^{i})^{2}=\sum _{i=1}^{n}\left(\sum _{j=1}^{n}{\frac {\partial x^{i}}{\partial q^{j}}}dq^{j}\right)\left(\sum _{k=1}^{n}{\frac {\partial x^{i}}{\partial q^{k}}}dq^{k}\right)=\sum _{i=1}^{n}\sum _{j=1}^{n}\sum _{k=1}^{n}{\frac {\partial x^{i}}{\partial q^{j}}}{\frac {\partial x^{i}}{\partial q^{k}}}dq^{j}dq^{k}.}
(6) Tensorem metrycznym nazywa się występujące w powyższym wzorze wielkości 
{\displaystyle g_{jk}\equiv \sum _{i=1}^{n}{\frac {\partial x^{i}}{\partial q^{j}}}{\frac {\partial x^{i}}{\partial q^{k}}}}
(7) Wzór na element liniowy we współrzędnych krzywoliniowych przyjmie postać (przy czym zmieniono nazwy indeksów sumacyjnych)
{\displaystyle ds^{2}=\sum _{i=1}^{n}\sum _{j=1}^{n}g_{ij}dq^{i}dq^{j}.}
(8) Stosując konwencję sumacyjną Einsteina, otrzymuje się uproszczony zapis
{\displaystyle ds^{2}=g_{ij}dq^{i}dq^{j}.}
(9) Uwaga:
Powyżej wyprowadzony wzór na tensor metryczny
{\displaystyle g_{jk}\equiv \sum _{i=1}^{n}{\frac {\partial x^{i}}{\partial q^{j}}}{\frac {\partial x^{i}}{\partial q^{k}}}}
jest równoważny definicji tensora metrycznego za pomocą iloczynów skalarnych wektorów bazy
{\displaystyle g_{jk}=e_{j}e_{k},\quad j,k=1,2,\dots ,n.}
Dowód:
Korzystając z definicji wektorów {\displaystyle e_{i},e_{j}} i rozkładając je w bazie kartezjańskiej mamy
{\displaystyle e_{j}={\frac {\partial {\boldsymbol {x}}}{\partial q^{j}}}=\sum _{i}^{n}{\frac {\partial x^{i}}{\partial q^{j}}}{\hat {x}}_{i}}
{\displaystyle e_{k}={\frac {\partial {\boldsymbol {x}}}{\partial q^{k}}}=\sum _{l}^{n}{\frac {\partial x^{l}}{\partial q^{k}}}{\hat {x}}_{l}}
gdzie {\displaystyle {\hat {x}}_{i},{\hat {x}}_{l}} – wersory układu kartezjańskiego, takie że {\displaystyle {\hat {x}}_{i}{\hat {x}}_{l}=\delta _{i,l}.} Mnożąc powyższe wyrażenia przez siebie otrzyma się
{\displaystyle e_{j}e_{k}={\frac {\partial {\boldsymbol {x}}}{\partial q^{j}}}{\frac {\partial {\boldsymbol {x}}}{\partial q^{k}}}=\sum _{i=1}^{n}{\frac {\partial x^{i}}{\partial q^{j}}}{\hat {x}}_{i}\sum _{l=1}^{n}{\frac {\partial x^{l}}{\partial q^{k}}}{\hat {x}}_{l}=\sum _{i=1}^{n}{\frac {\partial x^{i}}{\partial q^{j}}}{\frac {\partial x^{i}}{\partial q^{k}}}}
przy czym w ostatnim wzorze wykorzystano ortogonalność bazy kartezjańskiej, cnd.

## Iloczyn skalarny wektoradx{\displaystyle dx}
Tensor metryczny pozwala obliczyć iloczyn skalarny dowolnych wektorów. W szczególności obliczymy iloczyn skalarny wektora nieskończenie małego przesunięcia. Niech:
- {\displaystyle e_{i}={\frac {\partial \mathbf {x} }{\partial x^{i}}},\,\,i=1,\dots ,n} – wektor bazy układu współrzędnych w kierunku współrzędnej {\displaystyle x_{i}}[1],
- {\displaystyle d\mathbf {x} =(dx^{1},\dots ,dx^{n})} – wektor nieskończenie małego przesunięcia w przestrzeni zapisany w tej bazie.

Ponieważ {\displaystyle (dx^{1},\dots ,dx^{n})=\sum _{i=1}^{n}dx^{i}e_{i},} to kwadrat długości wektora {\displaystyle d\mathbf {x} } wynosi:
{\displaystyle ds^{2}\equiv d\mathbf {x} ^{2}=d\mathbf {x} \ d\mathbf {x} =,}
{\displaystyle =\left(\sum _{i=1}^{n}dx^{i}e_{i}\right)\left(\sum _{j=1}^{n}dx^{j}e_{j}\right)=\sum _{i=1}^{n}\sum _{j=1}^{n}e_{i}e_{j}\ dx^{i}dx^{j}=\sum _{i=1}^{n}\sum _{j=1}^{n}g_{ij}dx^{i}dx^{j}.}
Korzystając z konwencji sumacyjnej Einsteina mamy ostatecznie:
{\displaystyle ds^{2}=g_{ij}dx^{i}dx^{j}.}

## Własności tensora metrycznego

### Symetryczność
(1) Tensor metryczny definiuje się tak, że jest on zawsze symetryczny, tj.
{\displaystyle g_{ij}=g_{ji}.}
Jest to możliwe, gdyż w wyrażeniu {\displaystyle ds^{2}=\sum _{i=1}\sum _{j=1}g_{ij}dx^{i}dx^{j}} dla każdej pary wskaźników {\displaystyle i,j} mamy sumę dwóch wyrazów:
{\displaystyle g_{ij}dx^{i}dx^{j}+g_{ji}dx^{j}dx^{i}} = {\displaystyle (g_{ji}+g_{ji})dx^{i}dx^{j}.}
Gdyby {\displaystyle g_{ij}\neq g_{ji},} to można dokonać symetryzacji przyjmując nowe wartości {\displaystyle g_{ij}^{nowe}=g_{ji}^{nowe}={\frac {g_{ij}+g_{ji}}{2}}.}
(2) Ponieważ tensor o górnych wskaźnikach otrzymuje się dokonując obliczenia macierzy odwrotnej do macierzy {\displaystyle (g_{ij}),} to implikuje to natychmiast, że tensor {\displaystyle g^{ij}} jest symetryczny, tj.
{\displaystyle g^{ij}=g^{ji}.}

### Symetria góra-dół
Z tensora {\displaystyle g_{ij}} można otrzymać tensory {\displaystyle g_{\ j}^{i}} oraz {\displaystyle g_{j}^{\ i}} odpowiednio przez podwyższenie pierwszego lub drugiego wskaźnika:
{\displaystyle g_{\ j}^{i}=g^{ik}g_{kj},}
{\displaystyle g_{j}^{\ i}=g^{ki}g_{jk}.}
Ponieważ tensory {\displaystyle g_{ij}} oraz {\displaystyle g^{ij}} są symetryczne, to {\displaystyle g^{ik}g_{kj}=g^{ki}g_{jk}} i z powyższych dwóch wzorów otrzymamy:
{\displaystyle g_{\ j}^{i}=g_{j}^{\ i},}
co oznacza, że istnieje symetria związaną z zamianą wskaźników góra-dół na dół-góra tensora metrycznego.

### „Diagonalność” i współczynniki Lamego
Jeżeli układ współrzędnych jest ortogonalny, to tensor metryczny dla tego układu jest diagonalny. Zdefiniować wtedy można współczynniki Lamego:
{\displaystyle h_{i}^{2}=g_{ii}} (nie ma sumowania).

## Przykłady tensorów metrycznych

### Układ kartezjański 3D
Element liniowy 3-wymiarowej przestrzeni Euklidesa nie zmienia się przy obrotach, translacjach, odbiciach układu współrzędnych, tj. odległości punktów {\displaystyle P_{1}} i {\displaystyle P_{2}} obliczone w danym układzie i po dokonaniu transformacji
{\displaystyle ds^{2}=dx^{2}+dy^{2}+dz^{2},}
oraz
{\displaystyle ds^{'2}=dx^{'2}+dy^{'2}+dz^{'2}.}
będą identyczne. Z tego względu {\displaystyle ds^{2}} stanowi niezmiennik geometrii. Obliczając z definicji tensor metryczny otrzymujemy:
{\displaystyle g_{ij}=g^{ji}={\begin{pmatrix}1&0&0\\0&1&0\\0&0&1\end{pmatrix}}.}
Można pokazać, że dowolna transformacja z wyżej wymienionych, np. obrót układu współrzędnych, nie zmienia tensora metrycznego.

### Układ kartezjański n-wymiarowy
Element liniowy n-wymiarowej przestrzeni Euklidesa nie zmienia się przy obrotach i translacjach układu współrzędnych, tj.
{\displaystyle ds^{2}=(dx^{1})^{2}+\ldots +(dx^{n})^{2}.}
Stąd tensor metryczny ma postać diagonalną:
{\displaystyle g_{ij}=\delta _{ij}=g^{ij},}
gdzie:
{\displaystyle \delta _{ij}} – delta Kroneckera.
Z postaci tego tensora wynika też, że w n-wymiarowym układzie kartezjańskim współrzędne kontra- i kowariantne są takie same.

### Czasoprzestrzeń płaska (4D)
W czterowymiarowej czasoprzestrzeni (opisywanej przez szczególną teorię względności) interwał czasoprzestrzenny jest niezmiennikiem transformacji Lorentza. Niezmienniczość ta jest konsekwencją postulatu Einsteina o identyczności prędkości światła we wszystkich układach nieinercjalnych i stanowi punkt wyjścia teorii względności: mierząc odległości czasowe i przestrzenne impulsu światła, rozchodzącego się między danymi dwoma obiektami w danym układzie i układzie poruszającym się otrzymamy identyczne wartości, tj. jeśli w dwóch poruszających się względem siebie układach obliczy się interwały
{\displaystyle ds^{2}=c^{2}dt^{2}-dx^{2}-dy^{2}-dz^{2},}
{\displaystyle ds^{'2}=c^{2}dt^{'2}-dx^{'2}-dy^{'2}-dz^{'2},}
to wyniki te będą identyczne, tj.
{\displaystyle ds^{2}=ds^{'2}.}
mimo że wielkości {\displaystyle dt,dx,dy,dz} oraz {\displaystyle dt',dx',dy',dz'} w ogólności będą się różnić. Fakt, iż powyższa wielkość jest niezmiennikiem implikuje, że geometria rzeczywistego świata fizycznego jest geometrią nieeuklidesową: czas i przestrzeń wiążą się ze sobą nierozerwalnie w czasoprzestrzeń, wielkość {\displaystyle ds=ds'} stanowi element liniowy geometrii czasoprzestrzeni, niezmienniczy względem transformacji Lorentza.
Wektor położenia punktu w czasoprzestrzeni – to 4-wektor, mający współrzędną czasową i trzy współrzędne przestrzenne. W mechanice relatywistycznej przyjęło się oznaczać 4-wektory i tensory za pomocą indeksów greckich, np. {\displaystyle \mu ,\nu .}
Stosując tę konwencję przyjmuje się następujące indeksowanie współrzędnych: {\displaystyle x^{0}=ct,x^{1}=x,x^{2}=y,x^{3}=z.} Wtedy niezmiennik przyjmie postać:
{\displaystyle ds^{2}=(dx^{0})^{2}-(dx^{1})^{2}-(dx^{2})^{2}-(dx^{3})^{2}.}
Z postaci niezmiennika {\displaystyle ds^{2}} natychmiast wynika postać tensora metrycznego:
{\displaystyle g_{\mu \nu }=g^{\mu \nu }={\begin{pmatrix}1&0&0&0\\0&-1&0&0\\0&0&-1&0\\0&0&0&-1\end{pmatrix}}}
Tensor ten implikuje, że 4-wymiarowa czasoprzestrzeń (przestrzeń Minkowskiego) jest przestrzenią płaską (niezakrzywioną). Nie jest to jednak przestrzeń euklidesową, ze względu na przeciwne znaki przy trzech współrzędnych (przestrzennych) w relacji do współrzędnej czasowej. Przestrzeń taką nazywa przestrzenią pseudoeuklidesową.

### Czasoprzestrzeń zakrzywiona (4D)
W ogólnej teorii względności rozważa się inne tensory metryczne opisujące zakrzywienie przestrzeni, np. dla metryki Schwarzschilda we współrzędnych {\displaystyle (ct,r,\theta ,\phi )} tensor ten ma postać:
{\displaystyle g_{\mu \nu }={\begin{pmatrix}1-{\frac {r_{s}}{r}}&0&0&0\\0&-{\frac {1}{1-{\frac {r_{s}}{r}}}}&0&0\\0&0&-r^{2}&0\\0&0&0&-r^{2}\sin ^{2}\theta \end{pmatrix}}}

### Współrzędne sferyczne (3D)
Współrzędne sferyczne {\displaystyle (r,\phi ,\theta )} są związane ze współrzędnymi kartezjańskimi za pomocą związków:
{\displaystyle {\begin{cases}x=r\cos \phi \sin \theta ,\\y=r\sin \phi \sin \theta ,\\z=r\cos \theta .\end{cases}}}
Aby obliczyć tensor metryczny kowariantny w układzie współrzędnych sferycznych można
1) albo obliczyć najpierw bazę wektorów stycznych {\displaystyle e_{r},e_{\theta },e_{\phi }} do krzywych współrzędnych, a następnie obliczyć ich iloczyny skalarne
2) albo wykorzystać bezpośrednio wzór {\displaystyle g_{jk}=\sum _{i=1}^{n}{\frac {\partial x^{i}}{\partial q^{j}}}{\frac {\partial x^{i}}{\partial q^{k}}},} przyjmując
{\displaystyle x_{1}=x,\,\,x_{2}=y,\,\,x_{3}=z}
oraz
{\displaystyle q_{1}=r,\,\,q_{2}=\phi ,\,\,q_{3}=\theta }
Z obliczeń otrzyma się:
{\displaystyle g_{ij}={\begin{pmatrix}1&0&0\\0&r^{2}\sin ^{2}\theta &0\\0&0&r^{2}\end{pmatrix}}}
Tensor metryczny kontrawariantny otrzyma się obliczając macierz odwrotną do macierzy {\displaystyle g_{ij}} (co jest trywialne, gdyż {\displaystyle g_{ij}} jest macierzą diagonalną – wystarczy odwrócić wyrazy na diagonali):
{\displaystyle g^{ij}={\begin{pmatrix}1&0&0\\0&{\frac {1}{r^{2}}}&0\\0&0&{\frac {1}{r^{2}\sin ^{2}\theta }}\end{pmatrix}}}
Element liniowy w tych współrzędnych ma postać 
{\displaystyle ds^{2}=dr^{2}+r^{2}\sin ^{2}(\theta )d\phi ^{2}+r^{2}d\theta ^{2}}